# Črv

Črv (stsl. črьvь "crv") je naziv za slovo glagoljice i stare ćirilice. 
Koristilo se za zapis glasa /č/ (bezvučna postalveolarna afrikata), te u glagoljici kao broj 1000.
Standard Unicode i HTML ovako predstavljaju slovo črv u glagoljici:
|                  | Unikod | Unikod                           | HTML     | HTML | izgled ovisi o pregledniku | poveznice (engl.)                |
| k. točka         | naziv  | kod                              | entitet  |      | izgled ovisi o pregledniku | poveznice (engl.)                |
| ---------------- | ------ | -------------------------------- | -------- | ---- | -------------------------- | -------------------------------- |
| veliko slovo črv | U+2C1D | GLAGOLITIC CAPITAL LETTER CHRIVI | &#x2C1D; | nema | Ⱍ                          | detaljni podaci test preglednika |
| malo slovo črv   | U+2C4D | GLAGOLITIC SMALL LETTER CHRIVI   | &#x2C4D; | nema | ⱍ                          | detaljni podaci test preglednika |

## Vanjske poveznice
- Definicija glagoljice u standardu Unicode (PDF) (eng.)
- Stranica R. M. Cleminsona, s koje se može instalirati font Dilyana koji sadrži glagoljicu po standardu Unicode  Arhivirana inačica izvorne stranice od 29. listopada 2005. (Wayback Machine) (eng.)